# Лорі-кардинал
Ло́рі-кардина́л (Pseudeos cardinalis) — вид папугоподібних птахів родини Psittaculidae. Мешкає на Соломонових Островах та на островах Папуа Нової Гвінеї.

## Опис

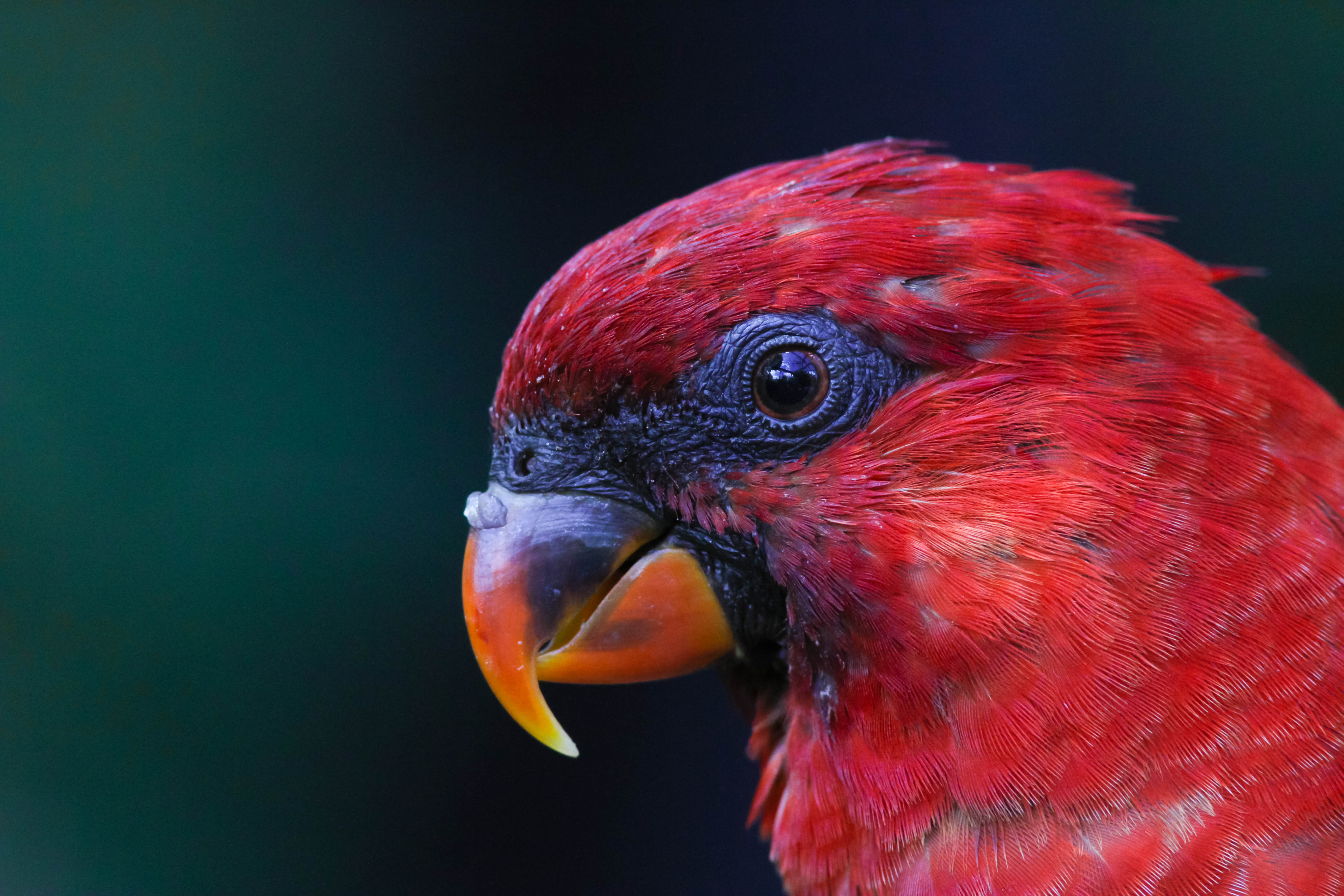
Голова лорі-кардинала

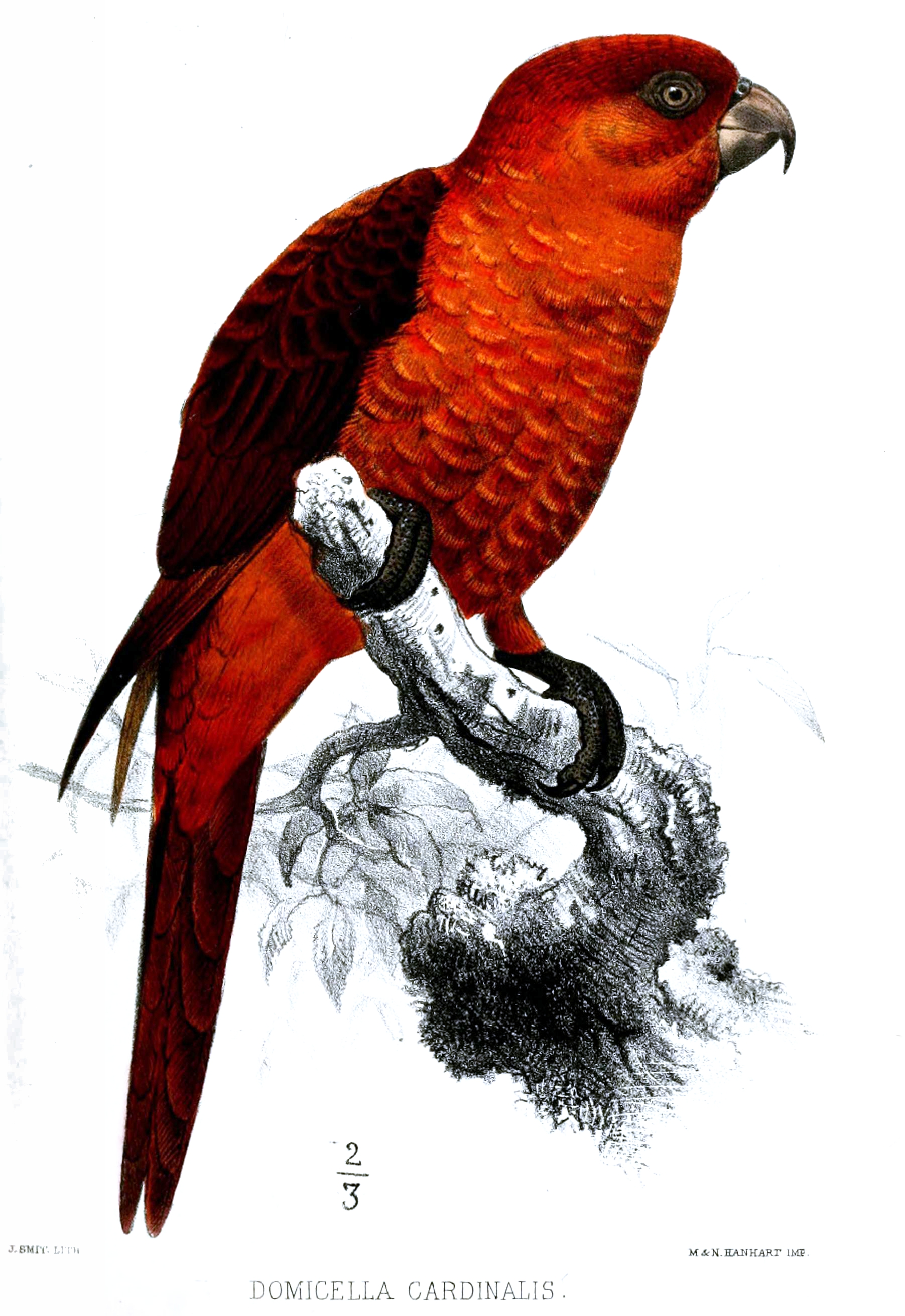
Лорі-кардинал

Довжина птаха становить 31 см, вага 175-215 г. Довжина крила становить 17,4-18,6 см, довжина хвоста 13,1-15,5 см, довжина дзьоба 20-24 мм, довжина цівки 20-24 мм. Виду не притаманний статевий диморфізм. Забарвлення переважно червоне, спина крила і хвіст більш темні, бордові. Нижня частина тіла поцяткована світлим піщано-жовтим візерунком. Дзьоб червоний зі світлим кінчиком, біля основи чорний. Знизу біля основи дзьоба плями голої чорної і жовтої шкіри, навколо очей плями голої чорної шкіри. Райдужки темно-оранжево-червоні, лапи чорнувато-сірі.

## Поширення і екологія
Лорі-кардинали мешкають на островах Табар, Ліхір і Танґа і Фені в архіпелазі Бісмарка, а також на Соломонових островах та на атолі Онтонг-Джава. Вони живуть у мангрових лісах, вологих тропічних лісах і на прибережних кокосових плантаціях. Зустрічаються зграйками від 5 до 20 птахів, на острові Бугенвіль на висоті до 830 м над рівнем моря, на Коломбангарі на висоті до 1200 м над рівнем моря. Часто приєднуються до змішаних зграй птахів. Живляться квітками, нектаром і пилком, іноді також дрібними плодами і ягодами. В кладці 2 яйця, інкубаційний період триває 24 дні. 